# Colegios Salesianos en el Perú

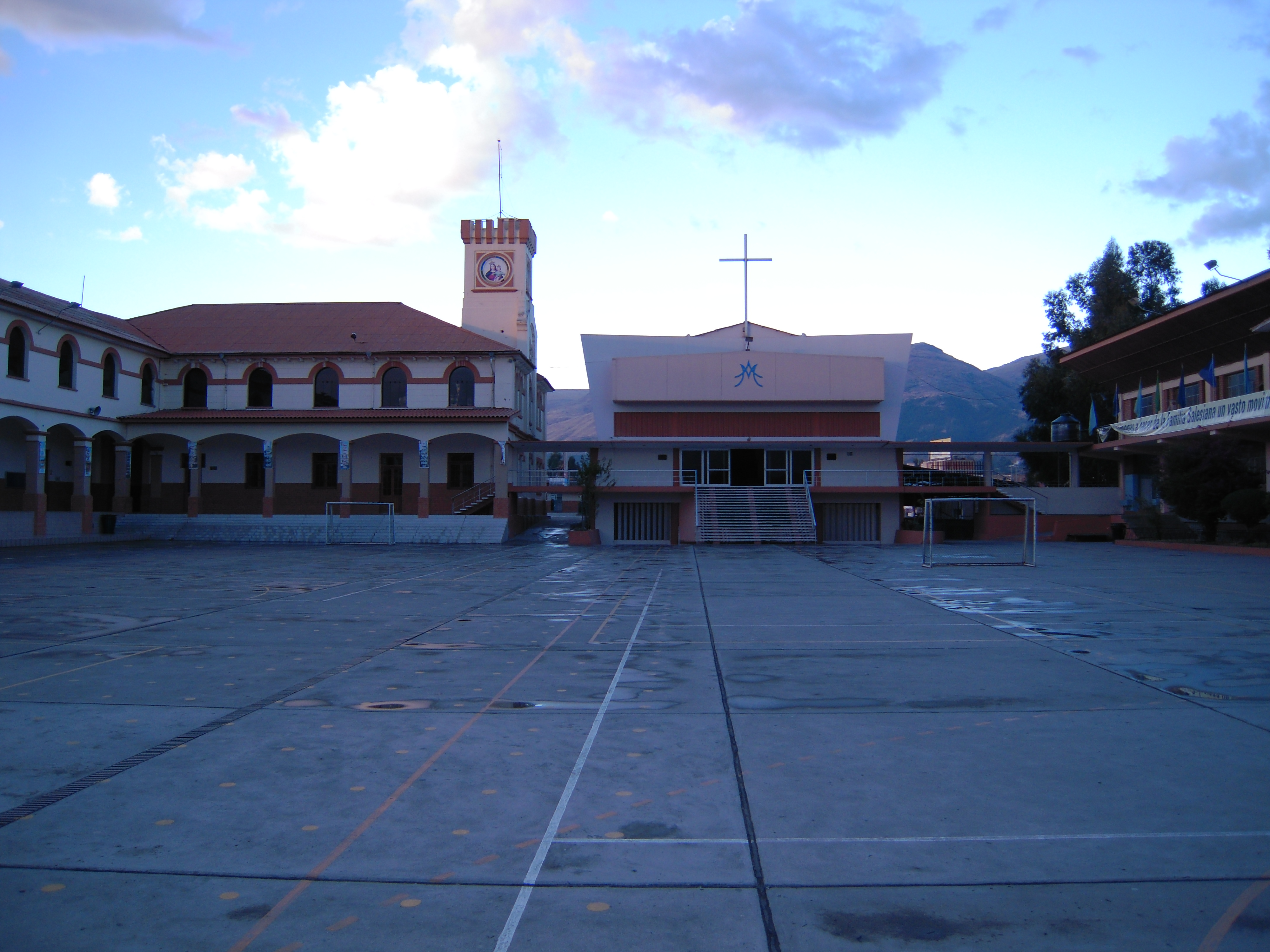
Colegio Salesiano "Santa Rosa". Huancayo.

La congregación religiosa de los Salesianos de Don Bosco llegaron al Perú en 1891. Ya en 1890, Miguel Rúa, primer sucesor de Don Bosco y rector mayor de la congregación, decidió enviar a dos sacerdotes salesianos al Perú para preparar la instalación de una obra ahí. Evasio Rebagliati y Ángel Savio llegaron al Perú ese año acompañados de don Santiago Costamagna quien era inspector general de los salesianos en Chile. Tras este viaje de preparación, se firmó en Turín el contrato respectivo con la Beneficencia de Lima. Las Hijas de María Auxiliadora se harían cargo del Instituto Sevilla, escuela de propiedad de la Beneficencia y, junto con ellas llegarían los salesianos.
Luego de suscrito este documento, Don Rúa decidió armar la primera expedición misionera al Perú. Nombró como director fundador al padre Antonio Riccardi, quien se embarcó en Génova para dirigirse, primero, a Buenos Aires para embarcarse luego rumbo al Callao, donde desembarcó el 27 de septiembre de 1891. Los demás integrantes eran el padre Carlos Pane, quien había sido enviado personalmente por Don Bosco a fundar la primera casa salesiana en España, el padre Guido Terzuolo y el hermano Juan Sciolli. Tras su llegada, los salesianos ocuparon una casona en la calle Madera, cerca al Paseo de Aguas en el distrito del Rímac, Lima, propiedad de la Beneficencia, hoy convertida en Asilo de ancianos. Allí iniciaron el Oratorio Festivo.
Actualmente los Salesianos dirigen diecinueve obras o casas en nueve departamentos del Perú.

## Colegio Salesiano de Arequipa
El Colegio Salesiano Don Bosco de Arequipa fue creado el 20 de octubre de 1896 en un local ubicado en la calle San Juan de Dios en el centro histórico de Arequipa. La creación estuvo a cargo de los padres salesianos Luis Calcagno, Ciriaco Santinelli, José Taricco, Carlos Chiglione, Guido Rocca, Félix Tallachini, el diácono José Reineri y Víctor Egas quienes habían sido expulsados del Ecuador.
En su inicio, el colegio tuvo el régimen de internado a nivel primario y contando con una escuela agrícola. El 1 de marzo de 1909 se abre el Noviciado Salesiano que duraría tan solo 23 años al cerrarse en 1934. En 1933 se abrió la escuela de artes y oficios dentro del colegio. Noviciado Salesiano (1 de marzo de 1909 y se cierra en 1934). En 1942 se cierra la escuela agrícola y en 1946 el colegio se integra en el Instituto Nacional de Educación Industrial n.° 38. En 1952 se abre el nivel secundario, el mismo que fue integrado en 1979 con el Institución Nacional N° 38 para formar el actual Colegio Don Bosco. Hasta el día de hoy se imparten talleres técnicos.

## Colegio Salesiano de Ayacucho
El Colegio Salesiano San Juan Bosco de Ayacucho fue fundado en 1942 por el obispo de Ayacucho, monseñor Víctor Álvarez Huapaya como una escuela parroquial de nombre “San Juan Bosco” la misma que sería dirigida por la diócesis de Ayacucho. Diez años después, la escuela se convierte en colegio al ampliar su instrucción al nivel secundario. Su primera promoción egresa el año 1956 y llevó el nombre de “Luis Fassio” en honor a un sacerdote salesiano. En 1958, el colegio amplía su local mediante la donación recibida por la vecina ayacuchana María Teófila Romero V. Dieciocho años después de su apertura, el 8 de diciembre de 1960, durante la visita del rector mayor de los salesianos, Renato Ziggiotti, quinto sucesor de Don Bosco, el obispo de Ayacucho monseñor Otoniel Alcedo dona a la Congregación Salesiana el Colegio "San Juan Bosco" convirtiéndose en colegio salesiano y siendo su administración realizada íntegramente por la congregación salesiana.

## Colegio Don Bosco del Callao
El Colegio Don Bosco del Callao inició sus actividades el 31 de enero de 1898 siendo la segunda casa salesiana en empezar a funcionar. Los primeros salesianos que se instalaron en el Callao lo hicieron como encargados del Noviciado. El Director era el P. Santinelli y le acompañaban Don Guido Rocca, Don Reyneri, y otros clérigos. Ellos velaban por la formación de diez novicios que habían salido del Ecuador junto con los salesianos que expulsó el gobierno de ese país. Los Terciarios Franciscanos cedieron a los salesianos el uso de la iglesia, la propiedad de su colegio y otros terrenos anexos. Esta generosidad contó con la intercesión de Monseñor José Macchi.

## Colegio Salesiano del Cusco
El Colegio Salesiano de Cusco fue inaugurado en 1905. La institución educativa ofrece servicios educativos en los niveles de inicial, primaria y secundaria. Asimismo incluye dentro de su organización un oratorio salesiano que funciona paralelamente al colegio y cuyo objetivo del colegio es brindar a jóvenes campesinos de la educación y competencias técnicas en prácticas agrícolas y tecnologías modernas para que puedan acceder a empleos fácilmente y mantenerlo en el tiempo.
Desde 1991 el edificio del colegio así como la extensión de su bosque en el cerro de Sacsayhuamán forma parte de la Zona Monumental del Cusco. Asimismo, en 1983 al ser parte del casco histórico de la ciudad del Cusco, cercano a la Plaza de Armas y de las ruinas de Sacsayhuamán, forma parte de la zona central declarada por la UNESCO como Patrimonio Cultural de la Humanidad.

## Comunidad Salesiana de Monte Salvado
La presencia salesiana en el Valle de Yanatile, distrito de Calca, departamento del Cusco se inició con la asistencia pastoral en la Parroquia de Quebrada. Luego continuó con el Centro de Capacitación Campesina de “Monte Salvado” fundado por el P. Juan Polentini; con la finalidad de atender en el ex Fundo “Monte Salvado”; a los jóvenes de los Valle de Yanatile, Lacco y Yavero que desearan capacitarse en algunas especialidades de mando medio, como: carpintería, metal – mecánica, mecánica automotriz, además de la capacitación fundamental en agricultura.
Luego, ante las exigencias de los pobladores por brindar estudios secundarios, se puso en funcionamiento un internado en convenio con la USE – Calca. Inició así el Colegio Experimental Agropecuario Salesiano – Monte Salvado.

## Comunidad Salesiana de Quebrada Honda
La localidad de Quebrada Honda es la capital del distrito de Yanatile, provincia de Calca, departamento del Cusco. En ella se ubica la parroquia María Auxiliadora administrada por la Congregación Salesiana desde 1987. El territorio de la parroquia tiene una extensión de 5000 km² y comprende los valles de Yanatile y Lacco, la población de alrededor 25 000 habitantes dispersos en unas 70 comunidades.
La comunidad comprende no solo la parroquia sino también una Casa de acogida Laura Vicuña y Miguel Magone y la Radio Illariy.

## Comunidad Salesiana de Calca
Desde 1975, los salesianos dirigen la obra misionera de “Don Bosco” en Calca, cuyo ámbito de acción también comprende los Valles de Yanatile y Lacco. La Congregación Salesiana tiene a su cargo la parroquia en la comunidad de Lares, una parroquia en Amparaes y un Centro Juvenil-Misionero en la ciudad de Calca.
En la actualidad existen tres casas de acogida:
- Casa “Don Bosco” en Calca, que alberga a 10 muchachas y 10 muchachos,
- Casa “Don Bosco” en Amparaes, que alberga a 15 chicas y 10 chicos,
- Casa “Don Bosco” en Lares, que alberga 40 niños y niñas.

Adicionalmente, el Centro Juvenil Salesiano de Calca atiende a 150 jóvenes en los programas y talleres educativos de carpintería, soldadura y mecánica.

## Presencia Salesiana de Moyopampa
La parroquia San Juan Bosco de la localidad de Moyopampa (a 35 kilómetros al oeste de Lima) en el distrito de Lurigancho-Chosica, provincia de Lima, está a cargo de los Salesianos desde 1973.

## Noviciado Salesiano de Santa Eulalia
En el año 1983 se estableció en Santa Eulalia, distrito de Santa Eulalia, provincia de Huarochirí, departamento de Lima, el noviciado de los Salesianos en el Perú. Hasta entonces, y durante muchos años, los novicios peruanos tuvieron que ser formados en Colombia. El año 1994, se construyó la nueva sede en la localidad de Los Álamos. En dicha fecha también se abrió la Casa de Retiros Tabor.

## Colegio Salesiano Santa Rosa de Huancayo
El Colegio Salesiano Santa Rosa fue fundado el 4 de junio de 1923 e inició sus actividades educativas con casi un centenar de alumnos. El 3 de noviembre de ese mismo año se trasladan a un local ubicado en el Jirón Puno a dos cuadras de la plaza principal de la ciudad. El 21 de julio de 1924, el Instituto se traslada a la que es su ubicación actual ubicada en la orilla norte del río Shullcas, cuesta del Puente Centenario, donde ya se ubicaba la residencia de descanso de los sacerdotes Salesianos.
El Museo Salesiano Vicente Rasetto ubicado dentro del colegio es reconocido como Patrimonio Nacional del Perú, es administrado por el Colegio y lleva el nombre del sacerdote que durante la segunda mitad del siglo XX se dedicó a impulsarlo y enriquecerlo.

## Colegio Salesiano Técnico de Huancayo
En 1965, la Congregación Salesiana complementó su presencia en la ciudad de Huancayo con la apertura del Colegio Salesiano Técnico "San José Obrero" que buscó ofrecer no solo educación escolar de nivel secundario sino también la enseñanza de un oficio en las especialidades: electricidad, mecánica, carpintería, herrería y dibujo técnico.
El Colegio Salesiano Técnico de Huancayo se ubica en el distrito de El Tambo en la provincia de Huancayo a orillas del río Shullcas y al sur del local del Colegio Salesiano Santa Rosa del que lo separa la Avenida Huancavelica. Como complemento de sus actividades administra además un centro juvenil, un oratorio festivo y una residencia de internos.

## Colegio Salesiano de Breña
El Colegio Salesiano "San Francisco de Sales" que inició sus funciones el 19 de marzo de 1893 como Escuela de Artes y Oficios "San Francisco de Sales" con treinta jóvenes enviados por la Beneficencia y una docena de integrantes del oratorio festivo que funcionaba en el Rímac desde diciembre de 1891. El 6 de diciembre de 1898, los 48 alumnos que poseía la Escuela de Artes y Oficios, se mudaron al fundo Breña donde se ubican en la actualidad.

## Colegio Salesiano de Magdalena del Mar
En 1923 la Congregación Salesiana abrió en el distrito de Magdalena del Mar un oratorio. Posteriormente, se produjo la entrega a la congregación de la parroquia del Sagrado Corazón de Jesús ubicado en la iglesia matriz del distrito. El primer párroco fue el beato José Calasanz, mártir de la guerra civil española.
En los años 1960 se inició la intención de establecer un Colegio Salesiano en ese distrito contando con el apoyo del gobierno del presidente Fernando Belaúnde Terry. Manuela La Puente Olavegoya Viuda de Rosenthal donó a la congregación un amplio terreno ubicado en el lado suroeste de la plaza principal del distrito. El domingo 8 de diciembre de 1963 se bendice y coloca la primera piedra de la Escuela Parroquial “Rosenthal De La Puente”.

## Oratorio Salesiano del Rímac
El oratorio salesiano del Rímac fue la primera obra salesiana en el Perú. Fundada el 8 de diciembre de 1891, en un solar cercano al Paseo de Aguas y la tradicional Alameda de los descalzos en el barrio rimense de San Lázaro. Su primer director fue el padre Riccardi y, con el apoyo de la Beneficencia de Lima se logró acondicionar el local del oratorio. Posteriormente, con la apertura del colegio salesiano de Breña y la mudanza a él de gran parte de la obra, el oratorio se mantuvo en un local menor ubicado frente al mencionado Paseo de Aguas.

## Posnoviciado Salesiano de Magdalena
Ubicado en el distrito de Magdalena del Mar se constituye en el centro de formación para los novicios de la congregación salesiana.

## Presencia Salesiana en Yurimaguas
El 6 de junio del 2000, el entonces rector mayor de los Salesianos, Don Juan E. Vecchi firma el decreto canónico de la Casa Salesiana de San Lorenzo, donde se autorizaba la aceptación de la parroquia aprobando la presencia salesiana en esta zona de la Amazonía Peruana. El año 2001 cinco misioneros salesianos fueron enviados al poblado de San Lorenzo en el distrito de Yurimaguas donde predomina la etnia de los Achuar y se encuentra asentado a orillas de los ríos Marañón, Pastaza y Morona. Es en esta zona donde el esfuerzo salesiano ha puesto en marcha una parroquia itinerante con residencia fija, que no solamente tiene como destinatarios a los Achuar, sino además otras etnias diseminadas en la selva, pequeños poblados, así como de la gente que se instala en este lugar.
Los salesianos tienen a su cargo desde el 2001 la parroquia de San Lorenzo, que se encuentra ubicada en el distrito de Barranca de la provincia de Datem del Marañón en el departamento de Loreto y que atiende pastoralmente a los distritos de Manseriche, Cahuapanas, Morona, Barranca y Pastaza. Esta parroquia fue fundada en 1931 por los Padres Pasionistas, pero por falta de vocaciones había quedado sin sacerdote durante cinco años.

## Presencia Salesiana en Pucallpa
Los salesianos llegaron a la ciudad de Pucallpa en el año 2008 invitados por el Obispo Salesiano Monseñor Gaetano Galbusera. Desde julio de 2019, el salesiano Augusto Martín Quijano Rodríguez ocupa el cargo de Obispo de Pucallpa

## Colegio Salesiano de Piura
El Colegio Don Bosco de Piura se formó el 19 de febrero de 1906. Fue el padre Ciriaco Santinelli, en aquellos años inspector general de los Salesianos en el Perú, quien impulsó la fundación de la casa salesiana en Piura. Junto con los sacerdotes Maximiliano Meyer, Daniel Carpió y Octavio Ortiz Arrieta, se instalaron en una casona cedida generosamente por el mismo Juan Hilarión Helguero. El primer director de esta escuela sería el padre Ortiz Arrieta quien años después sería nombrado obispo de Chachapoyas. A raíz del terremoto del 12 de julio de 1912, se inició la reconstrucción del local de la escuela y su ampliación mediante la compra de terrenos circundantes al originalmente donado por el señor Helguero dando lugar al antiguo local del colegio ubicado en la Avenida Sánchez Cerro con la Calle Libertad frente a la Plazoleta Ignacio Merino en el centro de la ciudad de Piura. En dicho terreno se inició la construcción del templo dedicado a la virgen María Auxiliadora que fuera inaugurado el 14 de mayo de 1939. En 1956 se inició el Oratorio Festivo Salesiano del R.P. Alberto Álvarez en los terrenos que fueron donados a la congregación en la Urbanización Miraflores del distrito de Castilla. En 1959 el director R.P. Eugenio Pennati decidió construir en dichos terrenos las nuevas instalaciones del Colegio Don Bosco que serían usadas, en un primer momento, solo para la instrucción secundaria y que actualmente aloja a todo el alumnado. Esta obra fue culminada y bendecida el 29 de agosto de 1962 por el entonces Arzobispo de Piura y Tumbes Monseñor Erasmo Hinojosa Hurtado. Durante estos mismos años, el Padre Alberto Álvarez inició la apertura de un nuevo oratorio salesiano ubicado al oeste de la ciudad al que se denominó "Coscomba" con un área aproximada de 12 hectáreas y convertido hoy en el complejo juvenil y asistencial "Bosconia".

## Bosconia
Hacia fines de la década de los 60 el padre salesiano Alberto Álvarez se trasladó de Castilla al sector oeste de la ciudad de Piura para poner en marcha un nuevo oratorio salesiano al que denominó “Coscomba” con un área aproximada de 12 hectáreas y ubicado al finalizar el Asentamiento Humano Nueva Esperanza. En 1984, el padre José Antonio López logró, con ayuda nacional e internacional, transformar Coscomba en un complejo juvenil y asistencial denominado Obra Social de Bosconia. Este complejo fue bendecido en 1985 por mismo rector mayor de los Salesianos, padre Egidio Viganó. Bajo la dirección del padre López se implementó un centro médico, canchas de fulbito y básquet, talleres de mecánica y un salón de usos múltiples. En 1994, con ayuda del gobierno se terminó la granja y la construcción de un Centro Educativo Ocupacional para capacitar a los jóvenes de la zona.